# Okahumpka
Okahumpka is een plaats (census-designated place) in de Amerikaanse staat Florida, en valt bestuurlijk gezien onder Lake County.

## Demografie
Bij de volkstelling in 2000 werd het aantal inwoners vastgesteld op 251.

## Geografie
Volgens het United States Census Bureau beslaat de plaats een oppervlakte van
0,6 km², geheel bestaande uit land.

## Plaatsen in de nabije omgeving
De onderstaande figuur toont nabijgelegen plaatsen in een straal van 16 km rond Okahumpka.

## Geboren in Okahumpka
- Johnny Thunder (1931-2024), r&b- en popzanger